# را می ران
را می ران (کره‌ای: 라미란؛ زادهٔ ۶ مارس ۱۹۷۵) بازیگر و شخصیت تلویزیونی اهل کره جنوبی است. از فیلم‌ها یا برنامه‌های تلویزیونی که وی در آنها ایفای نقش کرده‌است می‌توان به پاسخ به ۱۹۸۸ و مامان بد اشاره کرد.